# Schloss Werdenberg (Trochtelfingen)

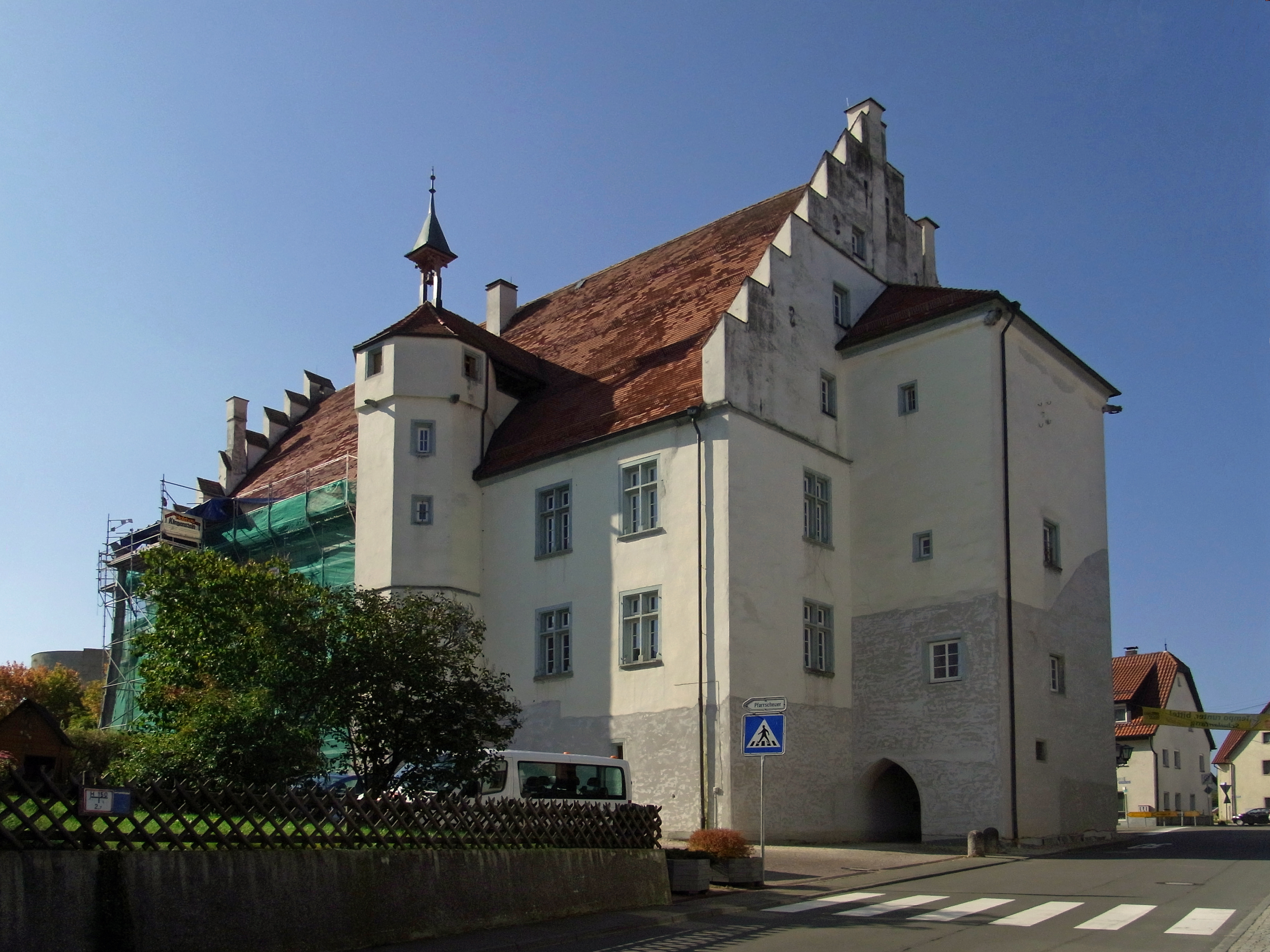
Werdenbergschloss in Trochtelfingen (2011)

Das Schloss Werdenberg, auch Werdenbergschloss genannt, ist ein Renaissanceschloss der Grafen von Werdenberg in Trochtelfingen im Landkreis Reutlingen. Es ist nicht zu verwechseln mit der Stammburg der Werdenberger, dem Schloss Werdenberg.

## Geschichte
Das Schloss wurde von den Werdenbergern in der Mitte des 15. Jahrhunderts erbaut. Nach dem Aussterben des Grafengeschlechts 1534 – die Tochter des letzten Grafen, Anna, war mit dem Grafen Friedrich III. zu Fürstenberg verheiratet – gelangte die Herrschaft und damit Trochtelfingen und das Schloss in den Besitz ihres jüngsten Sohns, Graf Joachim der Fürsten zu Fürstenberg. Graf Friedrich IV. zu Fürstenberg erhob es zur Residenz. Es diente der Herrschaft als Wohnung und Amtssitz und war auch Wohnung des Obervogts.
Von 1806 bis 1850 gehörte Trochtelfingen zu Hohenzollern-Sigmaringen und das Schloss war Sitz des Obervogteiamts Trochtelfingen. Auch anschließend, als Teil der preußischen Hohenzollernschen Lande, blieb das Schloss bis 1861 Oberamtssitz, dann kam Trochtelfingen zum Oberamt Gammertingen.
Im Jahre 1869 verkaufte die fürstenbergische Standesherrschaft das Schloss an die Stadt Trochtelfingen, diese richtete eine Schule ein, die noch besteht.
Das Schloss wurde von 2011 bis 2012 umfassend saniert.